# 圣埃克叙佩里莱罗什
圣埃克叙佩里-莱罗什（法語：Saint-Exupéry-les-Roches，法語發音：[sɛ̃.t‿ɛksypeʁi le ʁɔʃ]）是法国科雷兹省的一个市镇，位于该省东北部，属于于塞勒区。

## 地理
圣埃克叙佩里-莱罗什（45°30'58"N, 2°22'11"E）面积37 平方千米，位于法国新阿基坦大区科雷兹省，该省份为法国中南部省份，北起上维埃纳省和克勒兹省，西接多爾多涅省，南至洛特省，东临多姆山省和康塔爾省。
与圣埃克叙佩里-莱罗什接壤的市镇（或旧市镇、城区）包括：希拉克贝勒维、梅斯特、博尔附近圣博内、圣艾蒂安欧克洛、圣弗雷茹、圣维克图尔、于塞勒、韦里耶尔。
圣埃克叙佩里-莱罗什的时区为UTC+01:00、UTC+02:00（夏令时）。

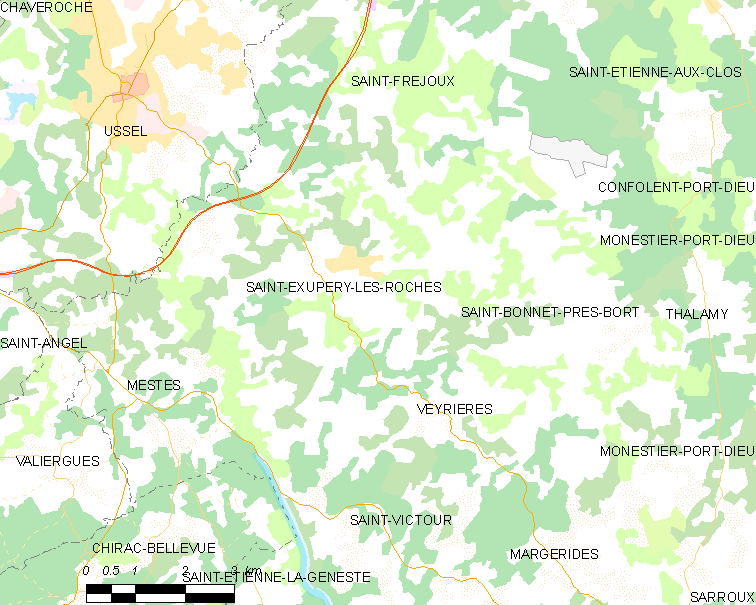
圣埃克叙佩里-莱罗什的OSM定位图

## 行政
圣埃克叙佩里-莱罗什的邮政编码为19200，INSEE市镇编码为19201。

## 政治
圣埃克叙佩里-莱罗什所属的省级选区为上多尔多涅县。

## 人口

1962-2008年间圣埃克叙佩里-莱罗什人口变化图示

圣埃克叙佩里-莱罗什于2022年1月1日时的人口数量为592人。